# Gilles Coronado
Gilles Coronado est un guitariste et compositeur français. Originaire d’Avignon, il s’installe à Paris en 1991. 
Il commence des études en BTS Bureau d’Étude en Mécanique avant de s'orienter rapidement vers la musique.
En 1994, il fonde le groupe Urban Mood (Guillaume Orti, Vincent Ségal et Norbert Lucarain). Il monte le collectif Hask avec Guillaume Orti et Benoit Delbecq.
Il développe surtout sa carrière de sideman, avec de nombreuses collaborations: Thôt de Stéphane Payen, le groupe Caroline de Sarah Murcia, le Gros Cube d'Alban Darche, la série des XP de Magic Malik, ou encore Louis Sclavis. Il participe aux reprises de chansons de variété avec le groupe Francis et ses peintres et le chanteur Philippe Katerine.
Il joue en duo avec la clarinettiste Élodie Pasquier sur un répertoire écrit pendant la pandémie de Covid-19.

## Discographie

### Leader
- 2014 : Au pire, un bien, La Buissonne
- 2023 : La main, Onze Heures Onze[2],[3]
- 2005 : Golden Retrieval, avec Fred Poulet, Signature (9)
- 1999 : Urban Mood, Transes Européennes

### Musique de film
- 2015: La porte d'Anna de Patrick  Dumont